# Helene-Lange-Schule (Wiesbaden)
Die Helene-Lange-Schule (abgekürzt: HeLa) ist eine Integrierte Gesamtschule in Wiesbaden und eine von 18 UNESCO-Projektschulen in Hessen und seit 2009 Club-of-Rome-Schule.

## Geschichte

Höhere Töchterschule am Schlossplatz links neben der Marktkirche, um 1912

Die Helene-Lange-Schule wurde 1847 als eine „Höhere Töchterschule“ am Luisenplatz in Wiesbaden gegründet.
Im Jahr 1895 beschließen die Stadtverordneten einen Neubau und das von Felix Genzmer erbaute Schulgebäude am Schlossplatz wird 1901 eingeweiht. Das Gebäude wird in der Nacht vom 2. auf den 3. Februar 1945 zerstört. 1955 zog die Schule in ein neues Gebäude am Langenbeckplatz und erhielt nach der Frauenrechtlerin Helene Lange den Namen Helene-Lange-Schule. Zu dieser Zeit war die Schule ein reines Mädchengymnasium.
Dies änderte sich 1971, als zum ersten Mal auch Jungen zugelassen wurden. Drei Jahre später wurden die Klassen 11 bis 13 in eine eigenständige gymnasiale Oberstufe umgewandelt, die heutige Martin-Niemöller-Schule. Die beiden Schulen sind bis heute eng miteinander verbunden.
1986 wurde die Schule unter der Leitung von Enja Riegel in eine integrierte Gesamtschule mit reformpädagogischem Profil umgewandelt. Bereits 1987 wurde sie als UNESCO-Projektschule aufgenommen.
2003 ging Enja Riegel in Pension. Ihre Nachfolgerin wurde Ingrid Ahlring, die bis 2012 Schulleiterin war. Zwischen 2012 und 2019 leitete Eric Woitalla die Schule. Seit 2019 wird die Helene Lange Schule von Carmen Bietz geleitet.

## Besonderheiten
Nachdem Enja Riegel 1986 Schulleiterin wurde, machte sie es sich zur Aufgabe, die Schule komplett umzustellen. Sie reduzierte die Klassenstärken auf 25 Schüler, die Jahrgänge auf vier Klassen. Einige der dadurch ungenutzten Klassenräume riss sie mit Unterstützung des Kollegiums ab, um große Aufenthaltszonen zu schaffen, in denen die Schüler freie Arbeiten selbständig durchführen konnten. Die Schule sollte ausdrücklich ein „Lebensraum“ für Schüler und Lehrer werden. In Projektwochen nach der Einschulung richten sich neue Klassenverbände selber ein, gestalten zum Beispiel Tische und Stühle selbst. Auf Selbständigkeit wird an der Helene-Lange-Schule sehr großer Wert gelegt.
Aber auch die traditionelle Form des Frontalunterrichts wurde verändert. In jedem Schuljahr finden mehrwöchige Projekte statt, die dann, eng verzahnt mit dem konventionellen Fachunterricht, fächerübergreifend über eine bestimmte Zeit durchgeführt werden. Sie sollen ein ganzheitliches Verstehen fördern und enden in der Regel mit einer Präsentation. Darüber hinaus prägen Feste, Feiern, Schultheater, Veranstaltungen vor der Schulöffentlichkeit, aber auch gemeinsame Reisen und Projekte das Schulleben.
Einen besonderen Schwerpunkt der Schule bildet das Theaterspielen. Die Schule hat eine eigene Theaterwerkstatt, in der ganze Klassen Stücke einstudieren und aufführen, teilweise unter der Betreuung eines professionellen Regisseurs.
Seit 1988 engagiert sich die Schule im Rahmen ihrer UNESCO-Arbeit für ein Entwicklungshilfeprojekt in Nepal. Seit 2009 ist die HLS Club-of-Rome-Schule. Die Schule ist Mitglied im Schulverbund Blick über den Zaun.

## Schülerschaft
Die Schülerschaft der Helene-Lange-Schule rekrutiert sich größtenteils aus der oberen Mittelschicht. Auffällig ist die niedrige Arbeitslosenquote der Eltern. Es wurde auf Selektionsprozesse hingewiesen: „Zusammenfassend handelt es sich [bei der Schülerschaft der Helene-Lange-Schule] um eine sozial positiv selegierte Gruppe. Diese günstige Auswahl ist vermutlich die Konsequenz des attraktiven pädagogischen Profils der HLS. Der stützende Hintergrund der Schülerinnen und Schüler manifestiert sich in überdurchschnittlich hohen Bildungsabschlüssen der Eltern, sowie der großen Anzahl an Büchern, die im Haushalt vorhanden sind und einen Indikator für das kulturelle Kapital (Bourdieu 1985) darstellen.“

## Erfolge
Am 13. November 2002 präsentierte das Max-Planck-Institut für Bildungsforschung der Presse die Ergebnisse der PISA-Studie. Die Helene-Lange-Schule wurde daraufhin von vielen Zeitungen zum PISA-Sieger erklärt. Das Max-Planck-Institut war mit dieser Darstellung nicht einverstanden. Die Schule nahm an der PISA-Studie nur mit einer kleinen Stichprobe teil, weshalb keine repräsentativen Ergebnisse erwartet werden könnten. Die erhobenen Daten waren deswegen ausschließlich für den internen Gebrauch innerhalb der Schule bestimmt. Auf diese Tatsache wurden die Schulen in einem Begleitschreiben aufmerksam gemacht. Trotzdem gelangten die Ergebnisse an die Öffentlichkeit. Nach Angaben des deutschen Lehrerverbandes lag der nicht repräsentative Wert auch nicht an der Spitze der Testleistungen. Im Vergleich mit süddeutschen Gymnasialergebnissen rangiert der Wert vielmehr im hinteren Drittel.
Im Dezember 2007 wurde die Schule einer der Preisträger des Deutschen Schulpreises.

## Kritik
Die HeLa hatte das auf die SPD-Regierung zurückgehende Vorrecht, die Schulanfänger vier Wochen vor den Nachbarschulen aufzunehmen. Aus der Elternschaft wird berichtet, dass Schüler, die zur Hauptschule empfohlen wurden, benachteiligt würden. Die Schülerschaft der Schule setzt sich zu 55 Prozent aus Gymnasialempfohlenen, zu 30 Prozent aus Realschulempfohlenen und zu 15 Prozent aus Hauptschulempfohlenen zusammen. Auch berichtete der Bildungsforscher Frank-Olaf Radtke, dass die Schule Kinder mit Migrationshintergrund benachteilige. Sie versuche den Anteil von Kindern mit Migrationshintergrund in ihren Klassen möglichst gering zu halten. Die Schule verfolge eine „Creaming-Strategie“. „Frei übersetzt heißt das, sie pickt sich die Rosinen heraus. Wenn die Plätze knapp sind, würden solche Schüler ausgewählt, mit denen man erwartet, in Konkurrenz zu den Gymnasien erfolgreich arbeiten zu können.“
Die Schulleiterin hat sich zu der Kritik geäußert und sagte, sie achte jedes Jahr darauf, dass mindestens 10 Prozent der Schüler in den Eingangsklassen einen Migrationshintergrund hätten. Dies gelänge aber nur mit Mühe, da an der HeLa weniger Schüler mit Migrationshintergrund angemeldet würden.
Seit 2021 besteht das Vorrecht nicht mehr. Dennoch steht die HeLa nach wie vor in der Kritik. So beklagt die Gewerkschaft GEW, dass Schüler aus Stadtteilen mit hoher Kaufkraft gegenüber Schülern aus ärmeren Stadtteilen bevorzugt würden.

## Missbrauchsfälle an der Schule 1989
Im Dezember 2010 machten Meldungen Schlagzeilen, dass sich im Nachlass des 20 Jahre lang an der Helene-Lange-Schule wirkenden und dort sehr beliebten, 2008 verstorbenen Kunstlehrers Hajo Weber im Stadtarchiv Wiesbaden auch zahlreiche von ihm selbst angefertigte kinderpornografische Bilder befanden, die von Journalisten entdeckt worden waren und daraufhin von der Polizei beschlagnahmt wurden. Die Fotos reichten über Jahrzehnte zurück. Ob darauf auch Schüler der Helene-Lange-Schule zu sehen sind, ist noch unbekannt. Weber war 1989 in der Schule vom Unterricht suspendiert worden, nachdem bekannt geworden war, dass er sich an mehreren Schülern vergangen hatte. Eine Schülerin, der sich fünf Schüler anvertraut hatten, meldete die Missbrauchsfälle ihrem Klassenlehrer. Die damalige Schulleiterin Riegel informierte umgehend das Kollegium, die Elternschaft und nach eigenen Worten auch in vollem Umfang das Schulamt, erstattete aber ebenso wenig wie die betroffenen Eltern oder das zuständige Schulamt eine Anzeige, und auch in Webers Schulamtsakte wurde der Vorfall nicht vermerkt (lediglich, dass er „unterrichtlich schwer einsetzbar sei“), so dass der Lehrer zunächst bei gleichem Gehalt in der Hessischen Lehrerfortbildung tätig werden konnte und später sogar an der Deutschen Schule in Bogotá in Kolumbien und zuletzt an der Wiesbadener Kerschensteiner Berufsschule weiter unterrichtete. Das staatliche Schulamt duldete auch nach dessen Entlassung, dass Weber die Schule besuchte. Enja Riegel ließ ihn als Fotograf 1997 an einem Buch über die Helene-Lange-Schule mitwirken (an dem auch der später wegen Missbrauchsfällen an der Odenwaldschule bekannt gewordene Reformpädagoge Gerold Becker mitarbeitete) und das staatliche Schulamt erlaubte, dass er davor eine Klassenfahrt als Fotograf begleitete, worüber sich 1994 Eltern bei ihr beschwerten. Schulleiter entscheiden nicht über den Einsatz von Lehrern an ihren Schulen. Das obliegt dem staatlichen Schulamt. Riegel trat Anfang 2010 mit dem Fall selbst wieder an die Öffentlichkeit, nachdem zuvor Missbrauchsfälle an anderen reformpädagogischen Schulen wie der Odenwaldschule große Schlagzeilen gemacht hatten. Sie äußerte in einer sofort zurückgezogenen Presseerklärung ihres damaligen Anwalts, sie habe nie den „Eindruck gehabt, dass die Schüler in irgendeiner Weise Schaden davongetragen haben“. Allerdings äußerten sich die fünf damals betroffenen Schüler später gegenüber Reportern, sich nicht daran erinnern zu können, dass sie zu ihrem Befinden befragt worden wären. Ehemalige Lehrer der Helene-Lange-Schule rechtfertigten dies in einem offenen Brief in der „Frankfurter Rundschau“. Nach ihrer Darstellung holten sie sich Rat bei dem Vater eines betroffenen Schülers, der von Beruf Psychologe war. Er habe eindringlich davor gewarnt, die geschädigten Jungen Verhören und Verhandlungen auszusetzen. Laut den ehemaligen Lehrern haben 1989 der Klassenlehrer der betroffenen Schüler und jener Vater zusammen mit allen Eltern der betroffenen Schülern über den Missbrauch gesprochen, ihnen ihre Rechte benannt und psychologische Hilfe angeboten. Das Ergebnis dieser Gespräche sei gewesen, so die Lehrer, dass alle Eltern eine Anzeige Hajo Webers ablehnten. Weiterhin äußerte sich Riegel im März 2010 dahingehend, dass sie heute anders reagieren und den Fall zur Anzeige bringen würde. Von den kinderpornografischen Bildern im Nachlass von Weber hatte die Schulleiterin nach eigenen Worten keine Kenntnis. Die Bilder von Weber waren vor allem deshalb im Stadtarchiv gelandet, da er sich als Fotograf der Anti-Atom-Bewegung in den 1970er und 1980er Jahren einen Ruf geschaffen hatte.